# Пожары в ночных клубах

Электрическое освещение и отработанные пожарные меры почти побороли пожары в театрах, но пожары в ночных клубах стали хорошими кандидатами на массовую гибель людей:
- Роскошная отделка соседствует с огненными шоу и курением.
- Много публики на квадратный метр, при этом часто она под алкоголем и другими веществами.
- Приходится брать неприспособленное помещение: проходимость и законодательство по шуму важнее.
- Подобный бизнес часто полузаконный, и пожарные меры соблюдаются плохо.
- Охрана обычно свирепая, и её некорректная работа также может сыграть роль.

| №  | Происшествие                                     | Дата             | Место                                         | Причина                                                                   | Погибших, чел. | Пострадавших, чел. |
| -- | ------------------------------------------------ | ---------------- | --------------------------------------------- | ------------------------------------------------------------------------- | -------------- | ------------------ |
| 1  | Пожар в клубе «Кокосовая роща»                   | 28 ноября 1942   | Бостон, США                                   | Неизвестно: во время замены электролампочки загорелись горючие декорации  | 492            | 130                |
| 2  | Пожар в торговом центре «Дунду шаньша»           | 25 декабря 2000  | Лоян, КНР                                     | Нарушения при работе со сваркой: искры подожгли вещи в подвале            | 309            | 50                 |
| 3  | Пожар в клубе «Kiss»                             | 27 января 2013   | Санта-Мария, штат Риу-Гранди-ду-Сул, Бразилия | пиротехника                                                               | 242            | 630                |
| 4  | Пожар на дискотеке «Yiyuan»                      | 27 ноября 1994   | Фусинь, КНР                                   |                                                                           | 233            | 16                 |
| 5  | Пожар в ночном клубе «Ритм»                      | 23 апреля 1940   | Натчез, штат Миссисипи, США                   |                                                                           | 209            | 200                |
| 6  | Пожар в ночном клубе «Республика Кроманьон»      | 30 декабря 2004  | Буэнос-Айрес, Аргентина                       | пиротехника                                                               | 194            | 1 432              |
| 7  | Пожар в ночном клубе «Beverly Hills Supper Club» | 28 мая 1977      | Саутгейт, штат Кентукки, США                  | Короткое замыкание в осветительной системе                                | 165            | 200+               |
| 8  | Пожар в клубе «Озон Диско»                       | 18 марта 1996    | Кесон-Сити, Филиппины                         | Короткое замыкание в будке диджея                                         | 162            | 95                 |
| 9  | Пожар в клубе «Хромая лошадь»                    | 5 декабря 2009   | Пермь, Россия                                 | пиротехника                                                               | 156            | 78                 |
| 10 | Пожар в клубе «Cinq-Sept»                        | 1 ноября 1970    | Сен-Лоран дю Пон, пригород Гренобля, Франция  | Случайный поджог: посетитель уронил сигарету на поролоновый диван         | 149            | ?                  |
| 11 | Пожар в клубе «Стейшн»                           | 20 февраля 2003  | Уэст-Уорик, штат Род-Айленд, США              | пиротехника                                                               | 100            | 230                |
| 12 | Пожар в ночном клубе «Хэппи Лэнд»                | 25 марта 1990    | Бронкс, Нью-Йорк, США                         | поджог                                                                    | 87             | 6                  |
| 13 | Пожар в клубе «Alcalá 20»                        | 17 декабря 1983  | Мадрид, Испания                               |                                                                           | 82             | 27                 |
| 14 | Пожар в ночном клубе «Сантика»                   | 1 января 2009    | Бангкок, Таиланд                              | пиротехника (оспаривается)                                                | 66             | 222                |
| 15 | Пожар в клубе Colectiv                           | 30 октября 2015  | Бухарест, Румыния                             | пиротехника                                                               | 64             | 146                |
| 16 | Пожар на дискотеке в Гётеборге                   | 29 октября 1998  | Гётеборг, Швеция                              | поджог                                                                    | 63             | 213                |
| 17 | Пожар в ночном клубе «Стардаст»                  | 14 февраля 1981  | Артейн, Дублин, Ирландия                      |                                                                           | 48             | ?                  |
| 18 | Пожар в ночном клубе города Шэньчжэнь            | 21 сентября 2008 | Шэньчжэнь, КНР                                | пиротехника                                                               | 43             | 88                 |
| 19 | Пожар в клубе «Апстейрс»                         | 24 июня 1973     | Новый Орлеан, штат Луизиана, США              | поджог                                                                    | 32             | 15                 |
| 20 | Пожар в ночном клубе «Гулливерс»                 | 30 июня 1974     | Порт-Честер, штат Нью-Йорк, США               | поджог                                                                    | 24             | 32                 |
| 21 | Пожар в клубе города Детройт                     | 20 сентября 1929 | Детройт, штат Мичиган, США                    |                                                                           | 22             | 55                 |
| 22 | Пожар в ночном клубе города Болтон               | 1 мая 1961       | Болтон, Большой Манчестер, Великобритания     |                                                                           | 19             | ?                  |
| 23 | Пожар в ночном клубе «Хейвис»                    | 20 декабря 1993  | Оливос, провинция Буэнос-Айрес, Аргентина     |                                                                           | 17             | 24                 |
| 24 | Пожар в ночном клубе «Whiskey Au Go Go»          | 8 марта 1973     | Брисбен, Австралия                            | поджог                                                                    | 15             | ?                  |
| 25 | Пожар в клубе «911»                              | 25 марта 2007    | Москва, Россия                                | Случайный поджог: во время файер-шоу вспыхнула бутыль с горючей жидкостью | 10             | 8                  |
| 26 | Пожар в ночном клубе центре «Canecão Mineiro»    | 24 ноября 2001   | Белу-Оризонти, штат Минас-Жерайс, Бразилия    | пиротехника                                                               | 7              | 197                |
| 27 | Взрывы на дискотеке в городе Сигету-Мармацией    | 19 февраля 2012  | Сигету-Мармацией, Румыния                     |                                                                           | 1              | 20                 |

## Комментарии
1. ↑  Крупнейшее подобное происшествие в мировой истории, а также второй по числу жертв пожар в здании в истории США (после пожара в театре «Ирокез»).
2. ↑  Крупнейшее подобное происшествие в истории Бразилии, второй по числу жертв пожар в истории страны.
3. ↑  Крупнейший по числу жертв пожар в истории Филиппин.
4. ↑  Крупнейший по числу жертв пожар в истории современной России.